# Патара Тамаконі
Патара Тамаконі (груз. პატარა თამაკონი) — село в Грузії.
За даними перепису населення 2014 року в селі проживає 143 особи.